# Claudine Françoise Mignot

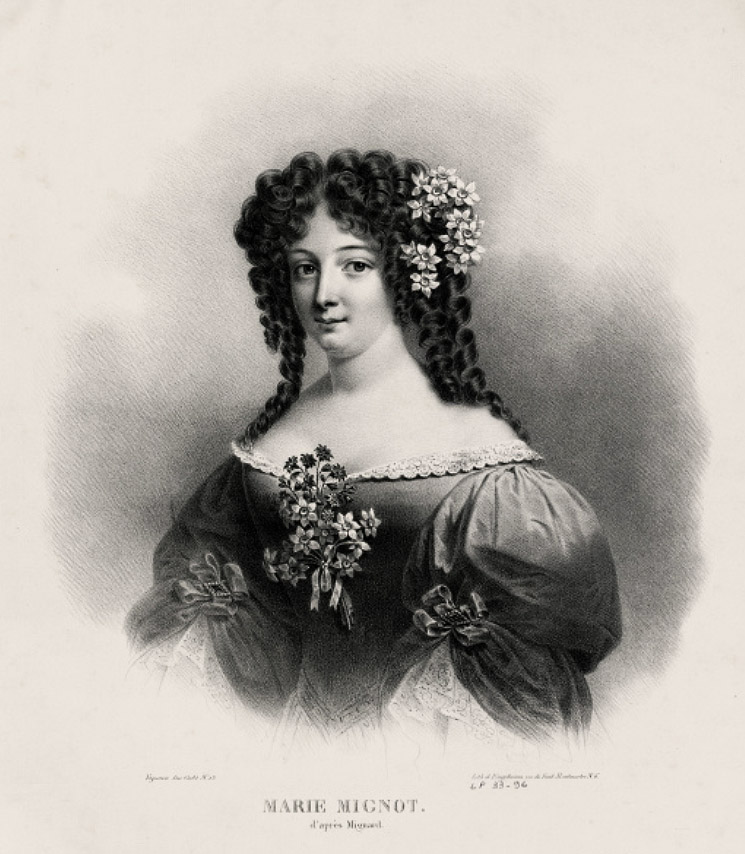
Claudine Françoise Mignot

Claudine Françoise Mignot allmänt kallad Marie Mignot, född 20 januari 1624 vid Meylan nära Grenoble, död 30 november 1711, var en fransk äventyrare, morganatiskt gift med före detta kung Johan II Kasimir Vasa av Polen. 
Hon gifte sig 1640 med provinsskattmästaren Pierre des Portes d'Amblerieux, med vars sekreterare hon varit förlovad, och som lämnade henne sin förmögenhet. Testamentet ifrågasattes av makens familj och hon reste därför år 1653 till Paris, där hon gifte sig med François de L'Hôpital, greve de Rosnay, marskalk av Frankrike, som lovat att beskydda hennes arv. Även denne man lämnade henne en förmögenhet då hon år 1660 blev änka. 
Några veckor efter hans död ingick hon 1672 äktenskap med den före detta kungen av Polen, Johan II Kasimir Vasa, som även han lämnade henne en förmögenhet då hon strax därpå blev änka; paret hade en dotter, Marie Catherine Vasa (född 1670, död okänt år). Hon hade vid sitt första äktenskap utbildat sig och lyckats skaffa sig en plats i parissocieteten.   
Hon tillbringade de sista åren av sitt liv i ett karmelitkloster. 
Hennes liv är föremål för en pjäs av  Bayard och Paul Duport; Marie Mignot (1829).